# Hans-Jochen Meyer-Höper
Hans-Jochen Meyer-Höper (* 10. Februar 1935; † 26. November 2014) war ein deutscher Konteradmiral der Bundesmarine.

## Leben
Hans-Jochen Meyer-Höper trat 1956 mit Crew V/56 in die Bundesmarine ein. Ab 1959 wurde er als Wachoffizier auf unterschiedlichen Schnellbooten eingesetzt und war dann von 1961 bis 1964 Schnellbootkommandant. Als solcher war er von Juni 1961 bis Januar 1963 Kommandant der Sturmmöwe. In dieser Position wurde er zum Oberleutnant zur See befördert. Mit der Indienststellung Anfang 1963 war er bis 31. März 1964 dann noch Kommandant des Schnellbootes Gepard. 1965/66 besuchte er einen Lehrgang für Unterwasserwaffen und Torpedos, bevor er 1966 Hörsaalleiter der Offiziersausbildung an der Marinewaffenschule wurde. 1968 besuchte er das Command and Staff College USMC in Quantico. 1969/70 war er kurz Kommandeur des 3. Schnellbootgeschwaders und wurde dann bis 1972 Admiralstabsoffizier beim Flottenkommando. Anschließend war er als Fregattenkapitän bis 1974 Kommandeur des 5. Schnellbootgeschwaders. Bis 1977 schloss sich sein Einsatz im Hauptquartier von BALTAP an, bevor er für ein Jahr an das US Naval War College nach Newport ging. Von Oktober 1978 bis März 1981 war er Kommandeur der Schnellbootflottille. Er wechselte als Referatsleiter in den Führungsstab der Marine und war ab 1. April 1984 Abteilungsleiter und Admiral Marineausbildung im Marineamt. Zum 1. Oktober 1989 wurde er anschließend als Nachfolger von Jürgen Dubois Stellvertretender Befehlshaber des Flottenkommandos und behielt dieses Kommando bis März 1993. Anschließend ging er in den Ruhestand.
Am 4. November 1987 wurde er mit dem Verdienstkreuz 1. Klasse ausgezeichnet.